# Рино (Бреша)
Рино је насеље у Италији у округу Бреша, региону Ломбардија.
Према процени из 2011. у насељу је живело 298 становника. Насеље се налази на надморској висини од 668 м.